# 傅增湘

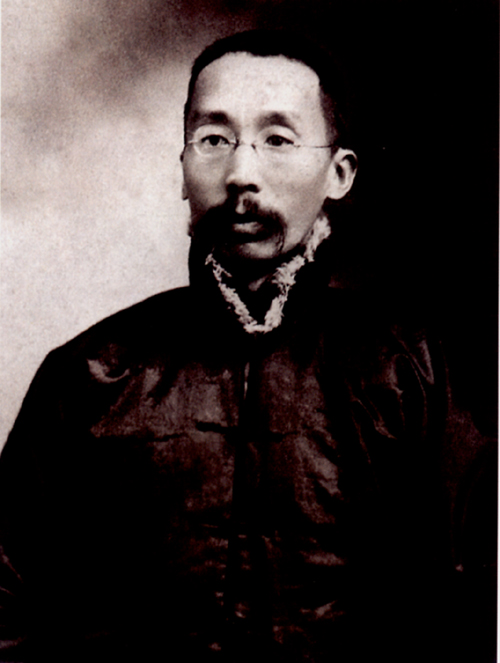

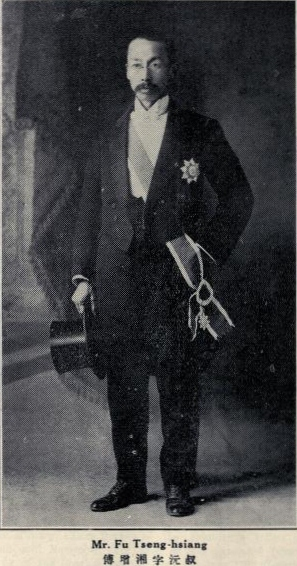

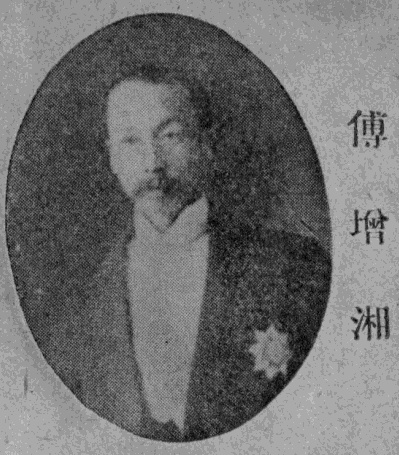
傅增湘

傅增湘（1872年10月9日—1949年10月20日），字叔和，一字潤沅，號沅叔，別署雙鑒樓主人、藏園居士、藏园老人、清泉逸叟、长春室主人等。四川省泸州江安縣（今属宜宾市）人。中國近代藏書家、學者、教育家。

## 生平
光緒十四年（1888年），傅增湘中举人。光緒二十四年（1898年）中進士，同年五月，改翰林院庶吉士。光緒二十九年四月，散館，授翰林院編修，任景山官學教習。此后历官貴州學政、直隷道員。
奉命赴日考察教育，归国后，于光緒三十四年（1909年）至宣統三年（1911年）任直隸提學使，还曾充癸卯顺天乡试同考官，北洋大臣文案，直隶学务处会办，北洋女子公学、北洋女师范学堂、北洋高等女学堂总理、憲政編查館一等諮議。光緒三十四年（1908年），傅增湘籌建京師女子師範學堂，并任该学堂总理。宣統三年（1911年），出任中央教育會副會長 。
同年，辛亥革命爆發，傅增湘随唐绍仪赴上海參加南北議和。中华民国成立後，於民国二年（1913年）任約法會議議員，同年8月任肅政廳肅政史。
民国六年（1917年）12月，任王士珍臨時内閣教育总長。此后继续在第三次段祺瑞內閣、錢能訓內閣担任教育總長，还曾任財政整理委員會督辦。翌年10月，被大总統徐世昌聘为总統府顧問。五四運動期間，因反對罷免蔡元培而辭職。
民国十一年（1922年）5月，傅增湘任内外短債委員会会長。民国十六年（1927年）10月，任故宮博物院管理委員会委員兼图書館館長，任内编纂《故宫善本書影》。民国十九年（1930年），在清華大学研究院任教。还曾任東方文化事業總委員會圖書籌備委員，東方文化協議會副會長。
抗日战争爆发，傅增湘留在北平从事学术活動，曾任《綏遠通志》編修、東亚文化協会副会長。抗日战争结束後，他完全隠居，整日整理藏书版本的目録。
1949年10月20日，傅增湘在北京逝世。享年78岁（满77歳）。今北京城北景山公園存傅先生撰文"明思宗殉國三百年紀念碑"，內容以古論今，是傅先生對國家和個人際遇的寫照。書法與碑刻的水準也是民國時代的傑作。

## 收藏
傅增湘致力收藏大量善本圖書，築有“雙鑑樓”、“藏園”。

## 家庭
- 兄：傅增淯為光緒十八年進士
- 兄：傅增濬為光緒三十年進士
- 四房太太。原配凌夫人；二太太王夫人，生三子二女，其中一子一女殇。
- 長子傅忠謨(1905-1974)，字晋生；長媳胡素荇(?-1978)。
  - 長孫傅熹年、孫傅焘年、孫女傅萬年，孫女傅美年、孫傅燕年。
- 次子傅嘉谟(?-1928)，無子女。
- 三子傅定謨(?-1949)；三媳李如瑾，1948年离婚。
  - 孫傅嵩年、孫女傅鈺年、孫女傅頎年、孫傅延年。
- 長女傅傳謨(?-1944)；女婿李國俊，1945年再婚。
  - 外孫女李蓮，外孫李治崇。
- 次女傅厚谟(?-1926)，無子女。

## 軼事
在林語堂的英文小說《京華煙雲》（Moment in Peking，又譯作《瞬息京華》）裡，林語堂杜撰了傅增湘是女主角姚木蘭的老師，並且資助了書中另外一個角色孔立夫完成學業與婚姻．

## 主要著作
藏园群书题记、
藏园群书经眼录、
藏园订补郘亭知见传本书目、
藏园群书校勘跋识录、
藏园批注读书敏求记、
藏园批注楹书隅录、
静嘉堂文库观书记、
藏园东游别录

## 人物评价
伦明：
海内外书胥涉目，双鉴已成刍狗陈。 
取之博者用以约，不滞于物斯至人。 
篇篇题跋妙钩玄，过目都留副本存。 
手校宋元八千卷，书魂永不散藏园。
余嘉锡：
至于校雠之学，尤先生专门名家。平生所校书，于旧本不轻改，亦不曲徇，务求得古人之真面目，如段若膺所谓“以郑还郑，以孔还孔”。其于向、歆父子虽未知何如，至于宋之刘原父、岳倦翁，清之何义门、顾千里，未能或之先也。《藏园群书题记·序言》
黄永年：
傅氏在版本上的功力较黄丕烈实后来居上，无论内行或初学读此书（《藏园群书题记》）一定会既感兴趣且多收藏。
杜泽逊：
以上三大著作（题记、经眼录、订补知见传本书目）均可信今而传后，足以说明傅增湘为民国间第一版本大家。